# Káto Chorió
Káto Chorió är en ort i Grekland.   Den ligger i prefekturen Nomós Lasithíou och regionen Kreta, i den sydöstra delen av landet, 400 km sydost om huvudstaden Aten. Káto Chorió ligger 104 meter över havet och antalet invånare är 1 110.
Terrängen runt Káto Chorió är varierad.  Närmaste större samhälle är Ierapetra, 6,1 km sydväst om Káto Chorió. 